# Air Kyrgyzstan
Air Kyrgyzstan est une compagnie aérienne basée à Bichkek, au Kirghizstan.
Sa principale base d'opérations est l'aéroport international de Manas, à Bichkek, avec une base secondaire à l'aéroport d'Och.
Elle assure des vols intérieurs réguliers de passagers et des vols internationaux vers la Russie, Dubaï, la Chine, le Tadjikistan et l'Ouzbékistan, ainsi que des vols charters.
La compagnie aérienne est inscrite sur la liste noire des compagnies aériennes de l'Union européenne.